# Corvus
Pour les articles homonymes, voir Corvus (homonymie).
Genre

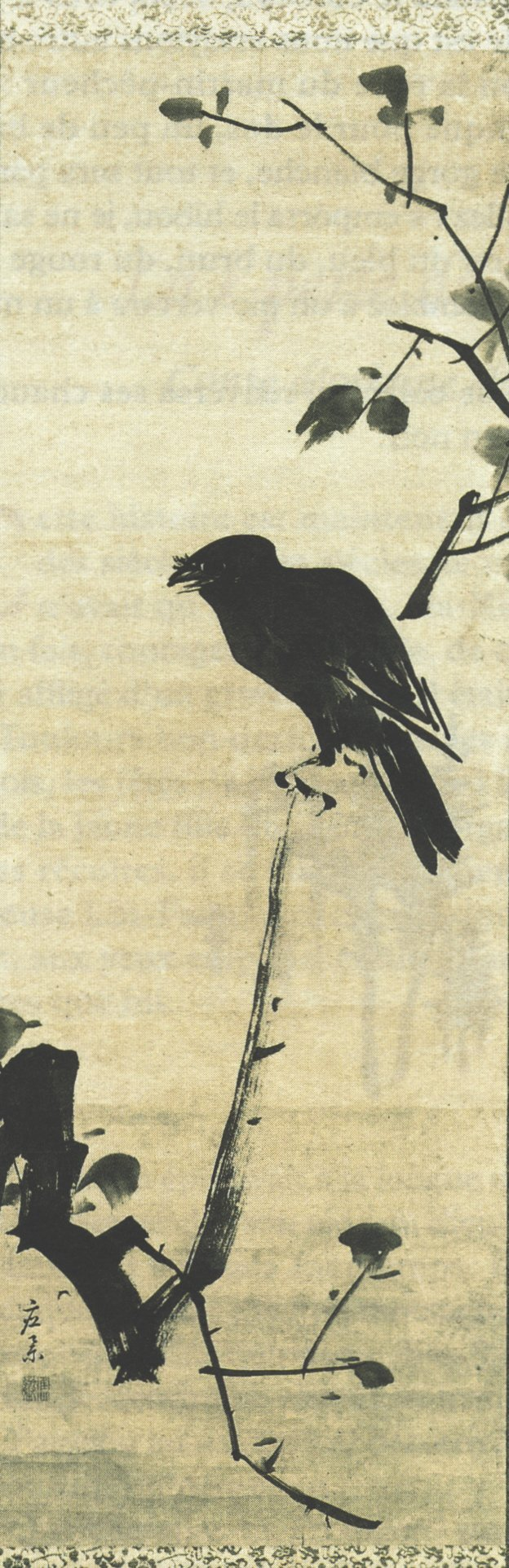
Corbeau sur une branche, Maruyama Kyo (1733-1795)

Corvus est un genre d'oiseaux qui comprend une cinquantaine d'espèces connues sous leur nom vernaculaire de corbeau, corneille, freux, etc. Le terme « corbeau » est usuellement utilisé pour désigner les espèces du genre lorsqu'on ne sait pas les identifier précisément.

## Liste des espèces
Selon la classification de référence du Congrès ornithologique international (version 14.1, 2024) :
- Corvus albicollis – Corbeau à nuque blanche
- Corvus albus – Corbeau pie
- Corvus bennetti – Corbeau du désert
- Corvus brachyrhynchos – Corneille d'Amérique
- Corvus capensis – Corneille du Cap
- Corvus caurinus – Corneille d'Alaska
- Corvus corax – Grand Corbeau
- Corvus cornix – Corneille mantelée
- Corvus corone – Corneille noire
- Corvus coronoides – Corbeau d'Australie
- Corvus crassirostris – Corbeau corbivau
- Corvus cryptoleucus – Corbeau à cou blanc
- Corvus culminatus – Corbeau indien
- Corvus edithae – Corbeau d'Édith
- Corvus enca – Corneille à bec fin
- Corvus florensis – Corneille de Florès
- Corvus frugilegus – Corbeau freux
- Corvus fuscicapillus – Corneille à tête brune
- Corvus hawaiiensis – Corneille d'Hawaï
- Corvus imparatus – Corneille du Mexique
- Corvus insularis – Corneille des Bismarck
- Corvus jamaicensis – Corneille de Jamaïque
- Corvus kubaryi – Corneille de Guam
- Corvus leucognaphalus – Corneille d'Hispaniola
- Corvus levaillantii – Corbeau de Levaillant
- Corvus macrorhynchos – Corbeau à gros bec
- Corvus meeki – Corneille de Meek
- Corvus mellori – Petit Corbeau
- Corvus minutus – Corneille minute
- Corvus moneduloides – Corbeau calédonien
- Corvus nasicus – Corneille de Cuba
- Corvus orru – Corbeau de Torres
- Corvus ossifragus – Corneille de rivage
- Corvus palmarum – Corneille palmiste
- Corvus pusillus – Corneille de Palawan
- Corvus rhipidurus – Corbeau à queue courte
- Corvus ruficollis – Corbeau brun
- Corvus samarensis – Corneille de Samar
- Corvus sinaloae – Corneille du Sinaloa
- Corvus splendens – Corbeau familier
- Corvus tasmanicus – Corbeau de Tasmanie
- Corvus torquatus – Corbeau à collier
- Corvus tristis – Corneille grise
- Corvus typicus – Corneille des Célèbes
- Corvus unicolor – Corneille des Banggai
- Corvus validus – Corneille des Moluques
- Corvus violaceus – Corneille violacée
- Corvus woodfordi – Corneille à bec blanc

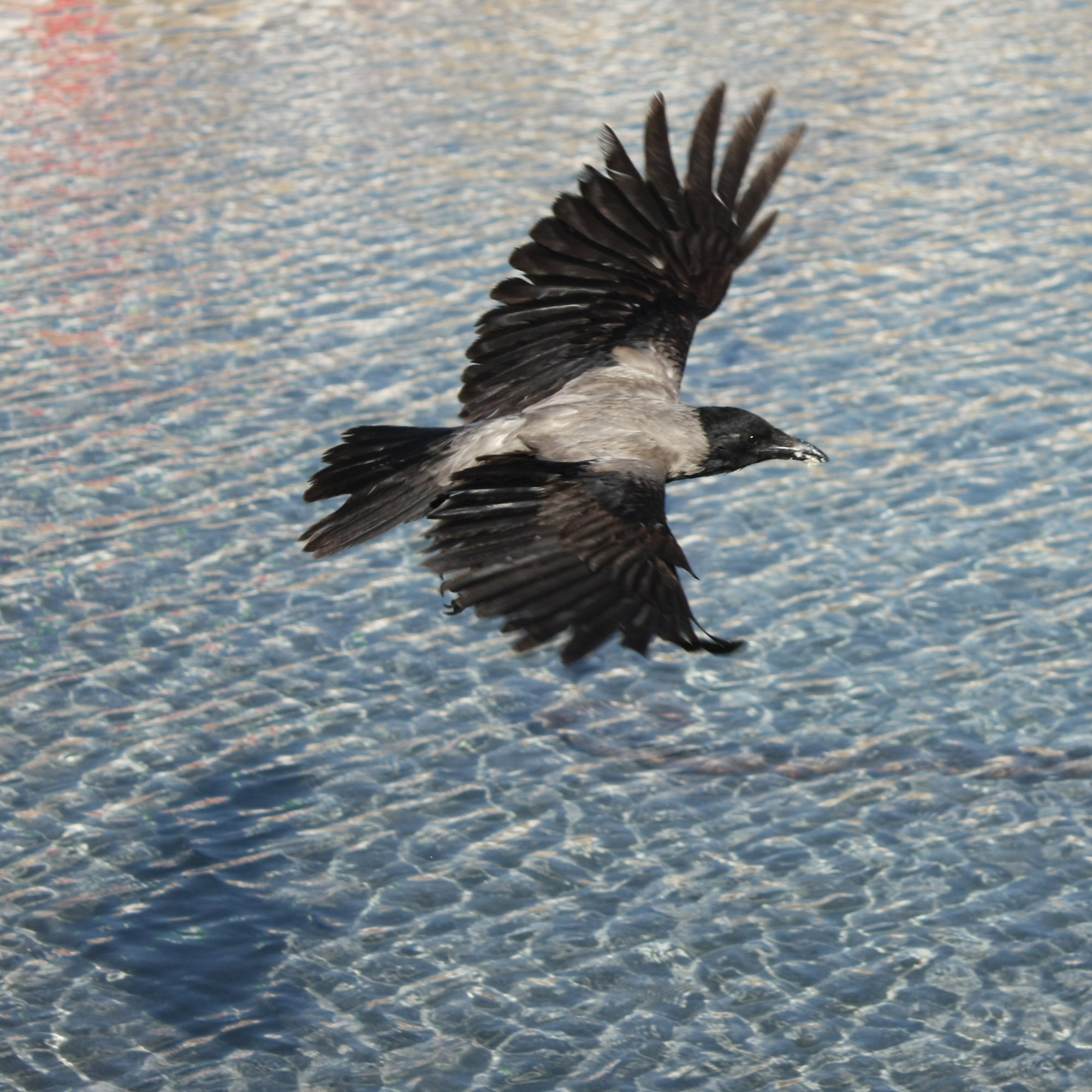
Corneille mantelée - Corvus cornix.
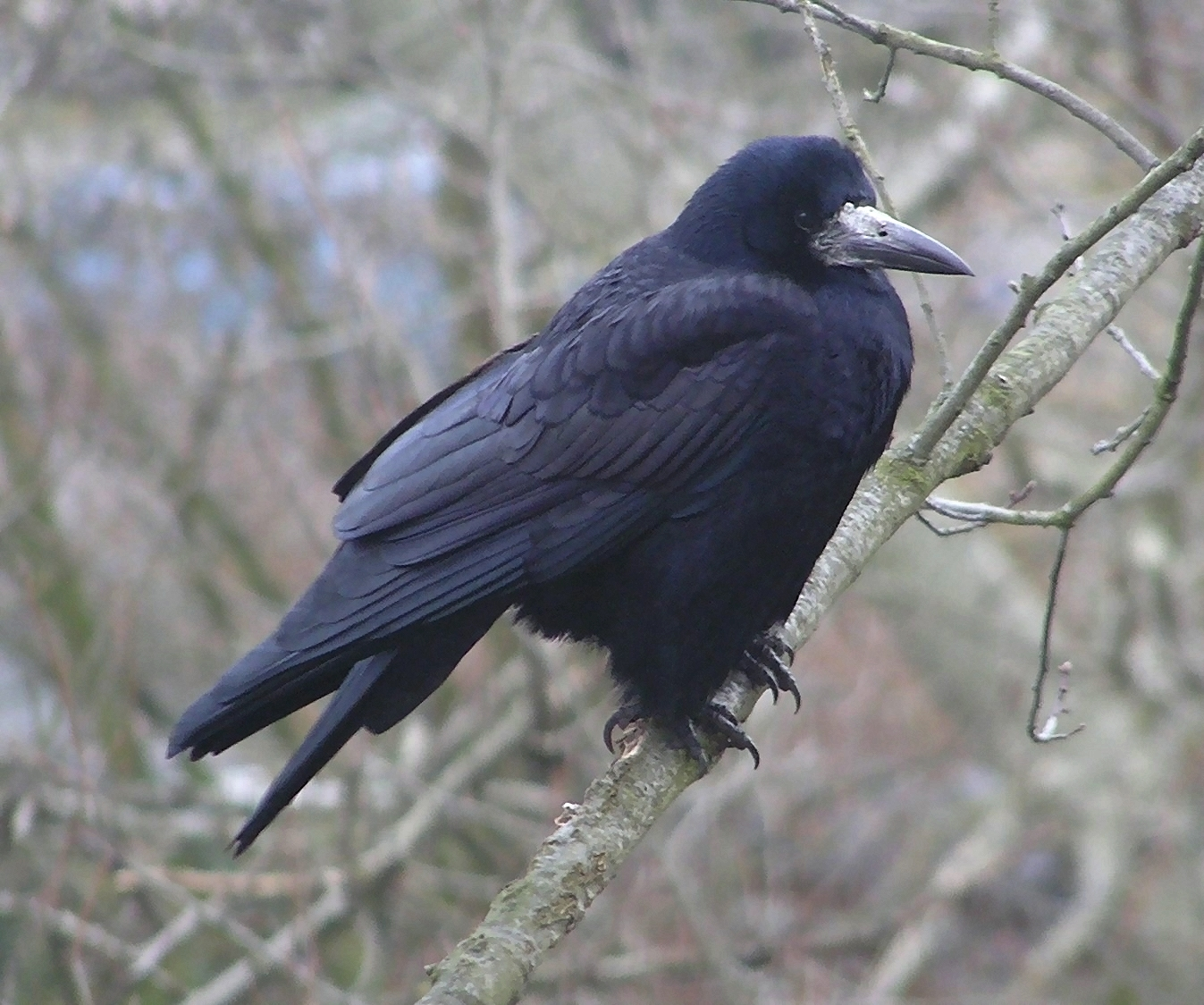
Corbeau freux - Corvus frugilegus.
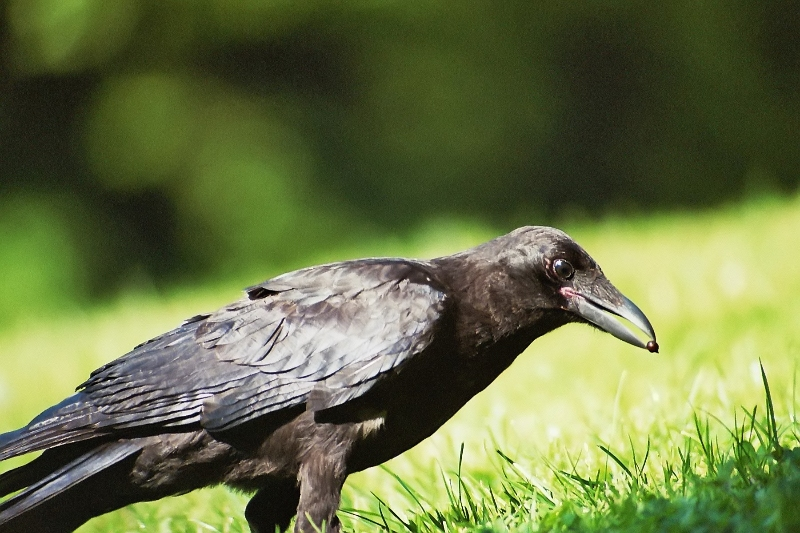
Corneille noire - Corvus corone.